# カシュプ (警備艦)
カシュプ(ポーランド語:ORP Kaszubカーシュプ)は、ポーランドで建造された警備艦(dozorowiec)・コルベット(korweta)である。
艦名は、ポーランドの地方名に因む。カシュプという名称を持つポーランド海軍の艦艇としては3代目となる。由来となった地方名や民族名、言語名が「カシュブ」、「カシューブ」と表記されることから、この艦についても同様の表記を用いることは間違いではない。しかし、しばしば見られる「カスズブ」という表記は、ポーランド語表記をローマ字読みしただけの完全な誤りである。

## 概要

### 建造
1975年、ポーランド海軍技術部はソ連の1124号計画型小型対潜艦をもとに初めての近代的外洋型艦船となる620号計画型警備艦(Dozorowce projektu 620)を立案した。しかし、情報の不足から計画の完成作業は遅れ、1979年になってようやく計画がまとまった。しかし、今度は造船所の設備を整えるのに手間取り、起工は1984年6月9日まで遅れた。
その620型警備艦の1 番艦として計画されたのがカシュプであった。そのため、620型警備艦はカシュプ級の艦級名でも呼ばれるようになった。カシュプは1984年6月9日にグダニスクの「ヴェステルプラッテの英雄記念」北造船所(現株式会社「北造船所」)で起工、1985年12月8日に進水、1987年3月15日に竣工した。
ポーランドでは1950年代よりコルベットクラスの数多くの艦艇を計画してきたが、その中で唯一実現したのが620型警備艦であった。しかし、620号計画は当初4 隻の建造が予定されていたにも拘らず結局はカシュプ1 隻の建造で終了し、その後海軍では1988年にソ連から対潜ミサイル駆逐艦ワルシャワを購入した。

### 運用
カシュプの主要任務となったのは、敵潜水艦の探知と撃滅であった。単独または部隊での運用が前提とされ、対潜哨戒機やヘリコプターとの協同作戦での運用能力も付与された。また、カシュプは輸送艦や揚陸艦の艦隊護衛任務にも使用できた。カシュプはバルト海や北海の気候下での運用が可能で、ある程度の砕氷能力を有していた。
冷戦の終結後、カシュプはヨーロッパの国家ポーランドの保有する最大の水上戦闘艦艇として、西ヨーロッパ諸国との協同演習に積極的に投入されてきた。また、親善訪問も多国にわたった。2005年には、ポーランドの北大西洋条約機構(NATO)参加に伴い、NATO艦隊の中での共同活動のためのNATO規格化と近代化改修作業が実施された。
また、NATO参加に関連し、ポーランドでは620型の発展型となるフリゲートの建造計画を立案した。620/II号計画と呼ばれたこのプランでは、7 隻の建造と2002年度の1番艦の進水が予定された。しかし、資金不足により計画はすべて中止となった。結局、2001年に発注された621型コルベット7 隻がこれを補うこととなった。621型はガヴロン級とも呼ばれ、ドイツで設計されたMEKO型フリゲートのシリーズのひとつである。これは、ポーランドにとっては660型ミサイル艇に続くドイツ製艦艇となった。しかし、これも建造中の1 隻を除きキャンセルされた。

### 装備
カシュプには、一通りの武装が取り揃えられた。対水上用・対空用には、両用砲AK-176M1 基が搭載された。防空ミサイルには、1124型の搭載した9K33M「オサーM」より簡単な9K32M「シュチュシャワ2M」(Strzała-2M:「strzała」は「矢」)が選択された。但し、発射機は4連装のものが2 基と、1124型の連装発射機1 基という内容より向上されていた。これを補助する対空機関砲として、陸上用対空砲として多用されたZU-23-2の艦載型ZU-23-2M「ヴルベル1」(Wróbel-I:「wróbel」は「雀」)が搭載された。対潜水艦用兵器としては、対潜ロケット弾の12連装発射機RBU-6000「シミェルチ2」が2 基、対潜魚雷を発射できる533 mm連装魚雷発射管DTA-53-620が2 基搭載された。

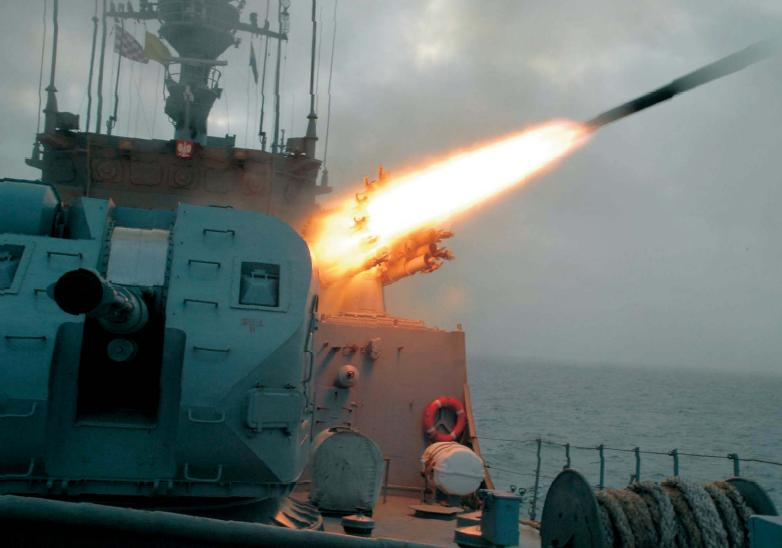
RBU-6000対潜ロケット発射機を使用するカシュプ

また、カシュプには対潜装備の根幹として高性能の水中音響探知機が2 基搭載された。基本部となるMG-322Tと可変追跡装置MG-329Mは、ともに高周波と中周波での探索が可能であった。レーダーは、水上・対空監視レーダーのMR-302と水上レーダーのブリッジマスターS-252、ナヴィゲーション・レーダーのブリッジマスターS-341が搭載された。ブリッジマスター製レーダーは、1990年代に行われた近代化改修作業の際に取り付けられた。
電子戦装備としては、電波妨害用に電波レーザー警戒装置ORLO、可動式電波欺瞞紙発射装置10 基、固定式電波欺瞞紙発射装置9 基からなるパッシヴ妨害装置「ヤシュチュションプ」(Jastrząb:「鷹」)を装備した。
機関は国産のディーゼルエンジンが搭載されたが、元となった1124型に搭載されていたガスタービンエンジンより能力が劣ったこともあり、最大速力は1124型の34 knより大幅に劣った。また、航続距離でも及ばなかった。
2016年、最後部の23mm機関砲が撤去され、代わって「トライトン」35ｍｍ機関砲システムが試験のため搭載された。本システムはエリコンKDA 35mm機関砲を装備したステルス設計の無人砲塔と、ZGS-158M電子光学式追尾装置、射撃管制コンソール、予備の光学式射撃管制装置で構成されている。
2022年、オーバーホールの際に、MR-302レーダーとIFF装置、「トライトン」35mm機関砲システムが撤去された。

## 関連項目

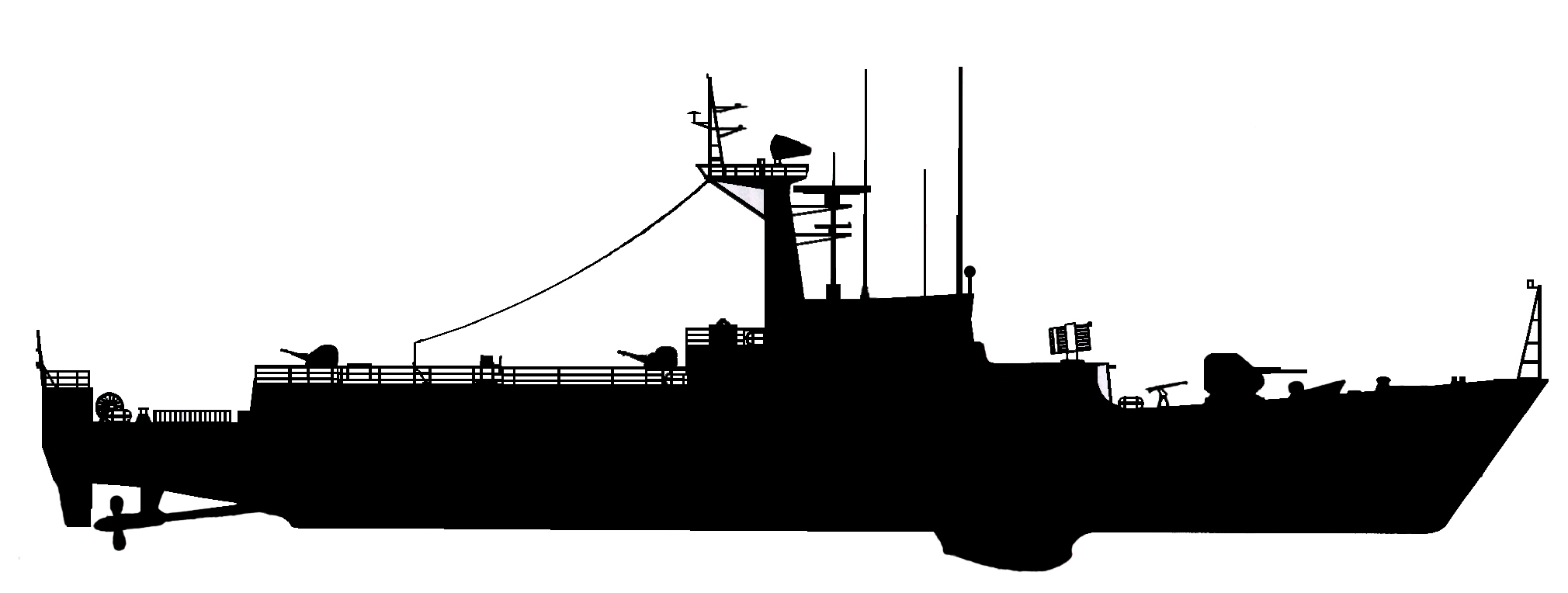
カシュプのシルエット